# Отрада (Кунашир)
Отрада (до 1947 года — Матакотан) — село, расположенное на острове Кунашир в 4 км от Южно-Курильска на берегу Тихого океана. Согласно административно-территориальному делению России, село входит в Южно-Курильский городской округ Сахалинской области России.

## География

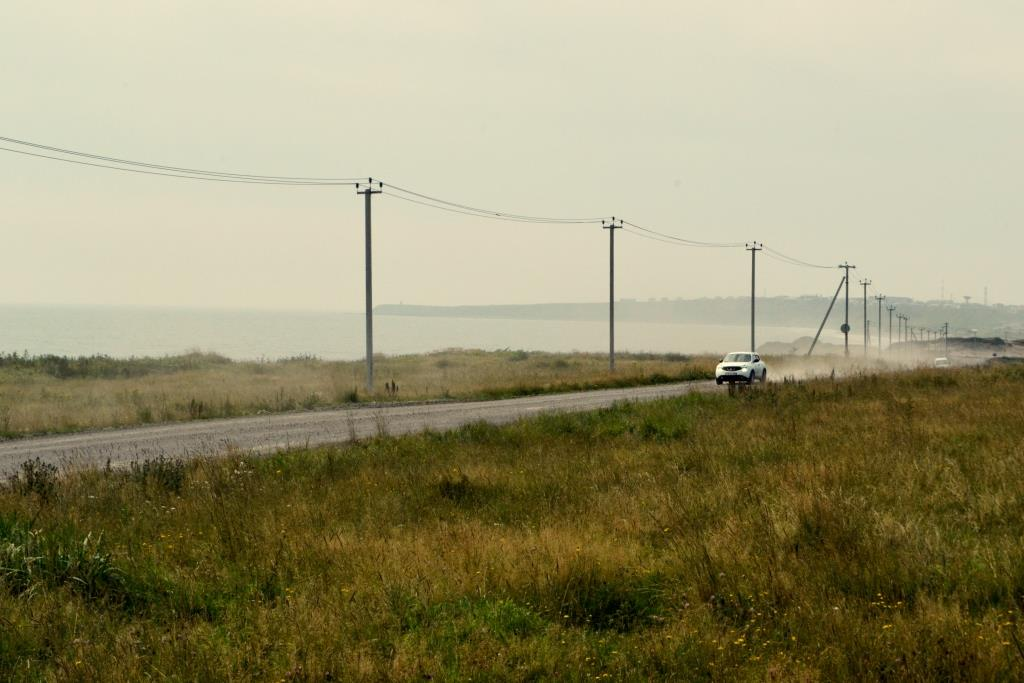
Дорога к селу Отрада, на заднем плане — посёлок Южно-Курильск

Село расположено на восточном (тихоокеанском) побережье острова Кунашир, в устье реки Петровки, в нескольких километрах к северу от районного центра.

## История
С 1855 года относилось к японскому княжеству Мацумаэ, переименованному в 1869 году в губернаторство Хоккайдо. До 1947 года носило айнское название Матакотан («зимнее поселение», от mata — «зима», kotan — «деревня, усадьба, жилище; город, городок, местечко»). После присоединения Курильских островов к СССР село получило современное название (предлагался также вариант Свободное).
В 1953—2000 гг. в селе располагался совхоз «Дальний», единственное на Курильских островах крупное сельскохозяйственное предприятие.
В 2004 году преобразовано из посёлка в село Отрада.
В 2020 году в селе построен квартал сейсмоустойчивых домов, способных выдерживать 9-балльное землетрясение.

## Достопримечательности
К северу от села вдоль побережья расположено несколько достойных обозрения мест — кекур «Чёртов палец», мыс Сукачёва, кекур «Второй Чёртов палец».

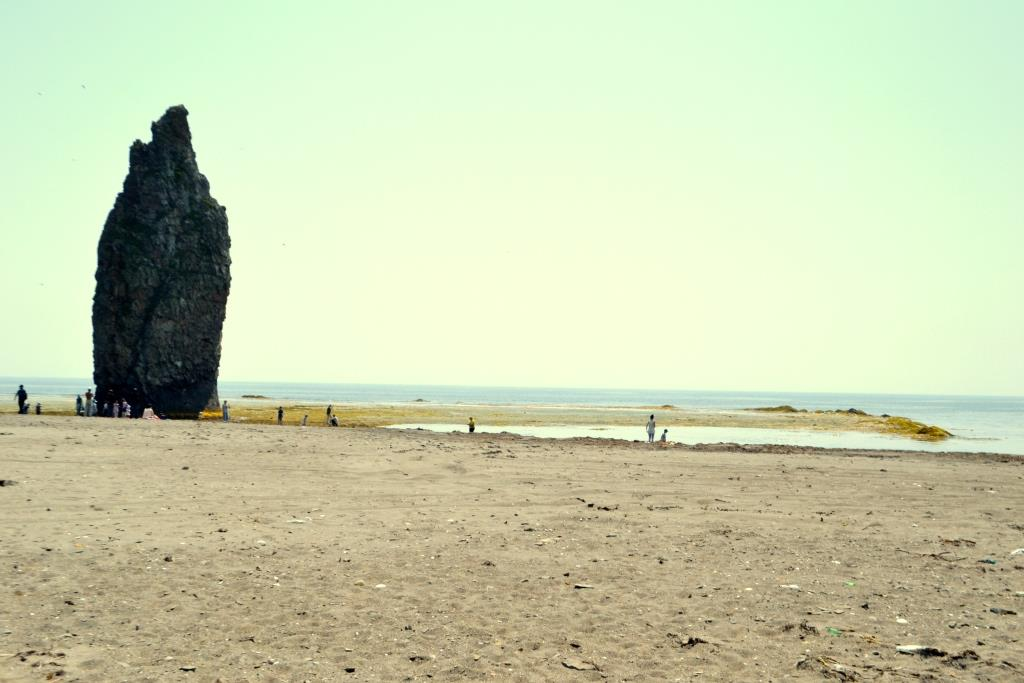
Кекур «Чёртов палец», который находится рядом с селом Отрада

## Население
| 2002 | 2010 | 2021 |
| ---- | ---- | ---- |
| 169  | ↘142 | ↗414 |

По переписи 2002 года население — 169 человек (104 мужчины, 65 женщин). Преобладающая национальность — русские (77 %).